# La Mora (Bavispe)
La Mora es un pueblo del municipio de Bavispe ubicado en el noreste del estado mexicano de Sonora, en la zona alta de la Sierra Madre Occidental y cercano a los límites con el estado de Chihuahua. El pueblo es la tercera localidad más habitada del municipio, después de San Miguelito y Bavispe, el cual este último es la cabecera municipal. Según los datos del Censo de Población y Vivienda realizado en 2020 por el Instituto Nacional de Estadística y Geografía (INEGI), La Mora tiene un total de 67 habitantes.
El pueblo fue conocido en todo México y en parte del extranjero ya que en el año de 2019 sucedió en esta zona la masacre de la familia LeBaron, familia méxico-estadounidense de creencia mormona que fue acribillada por presuntos miembros del crimen organizado.

## Geografía
La Mora se ubica en el noreste del estado de Sonora, al centro del territorio del municipio de Bavispe, sobre las coordenadas geográficas 30°35'06.211" de latitud norte y 108°56'46.84" de longitud oeste del meridiano de Greenwich, a una altura media de 976 metros sobre el nivel del mar.